# First Strike Still Deadly
A First Strike Still Deadly a Testament nevű thrash metal együttes retrospektív válogatásalbuma, amely 2001-ben jelent meg a Spitfire Records kiadónál. A lemezre került dalok az 1987-es The Legacy és az 1988-as The New Order albumokon, tehát az első két Testament-nagylemezen jelentek meg eredetileg, de erre a válogatásra a kiválasztott dalokat a stúdióban újra feljátszotta a zenekar.
Kilenc év után itt szerepelt először újra Testament-albumon Alex Skolnick, a klasszikus felállásból 1992-ben távozott szólógitáros. A basszusgitáros maradt a The Gathering (1999) lemezen is játszó Steve DiGiorgio, a dobos pedig ezúttal John Tempesta (White Zombie, Exodus) volt. Az album érdekessége, hogy két dalban az együttes eredeti énekese, Steve "Zetro" Souza hallható Chuck Billy helyett.
Brian O'Neill az AllMusic ismertetőjében megemlíti, hogy produkciós szempontból a 2001-es hangzásnak köszönhetően jóval erőteljesebben szólalnak meg a régi dalok, viszont ezzel együtt eltűnt a spontaneitás és a szenvedély a számokból.

## Dalok
1. First Strike is Deadly – 4:00
2. Into the Pit – 2:54
3. Trial by Fire – 4:33
4. Disciples of the Watch – 4:34
5. The Preacher – 3:56
6. Burnt Offerings – 5:28
7. Over the Wall – 4:18
8. The New Order – 4:43
9. The Haunting – 4:37
10. Alone in the Dark (feat. Steve "Zetro" Souza) – 4:40
11. Reign of Terror (feat. Steve "Zetro" Souza) – 5:06

## Közreműködők
- Chuck Billy – ének
- Steve "Zetro" Souza – ének
- Eric Peterson – gitár, szólógitár
- Alex Skolnick – szólógitár
- Steve DiGiorgio – basszusgitár
- John Tempesta – dob

## Külső hivatkozások
- Testament hivatalos honlap
- Testament myspace oldal